# 에 (신전)
에 (Cuneiform: 𒂍)는 수메르어로 집 또는 사원을 뜻하는 단어 또는 기호이다.
수메르어 É.GAL (𒂍𒃲, "궁전", 문자 그대로 "큰 집")은 도시의 주요 건물을 의미했다. É.LUGAL (𒂍𒈗, "왕의 집")은 동의어로 사용되었다. 라가시의 문서에서 É.GAL은 엔시의 도시 행정의 중심지이자 도시 기록 보관소의 장소이다.
수메르어 É.GAL은 히브리어 היכל heikhal과 같은 셈족어의 "궁전, 사원"을 뜻하는 단어의 어원일 가능성이 높다. 아랍어 هيكل haykal 또한 마찬가지이다. 따라서 É라는 단어는 *hai 또는 *ˀai와 유사한 것에서 유래했을 것으로 추측되며, 특히 에블라어에서 쐐기문자 È가 /a/로 사용되기 때문에 더욱 그렇다.
지구라트 이름에서 É 뒤에 자주 나타나는 TEMEN (𒋼)이라는 용어는 "기초 말뚝"으로 번역되며, 이는 집 건설 과정의 첫 단계로 보인다. 예를 들어 에-닌누 건설에 대한 기록 중 551-561절을 비교해보라.

그는 가장 완벽한 방식으로 선을 뻗었고; 거룩한 우즈가에 성소를 세웠다. 집에 에아가 기초 말뚝을 박는 동안, 에리두의 딸 난셰는 신탁 메시지를 돌보았다. 라가시의 어머니, 거룩한 가툼두그는 외침 속에서 (?) 벽돌을 낳았고, 아누의 맏딸 바우 여신은 그것들을 기름과 삼나무 정수로 뿌렸다. 엔과 라가르 사제들은 집을 유지하기 위해 파견되었다. 아눈나 신들은 감탄으로 가득 차 그곳에 서 있었다.

테멘은 간혹 그리스어 테메노스 "신성한 구역"과 비교되기도 하지만, 후자는 잘 확립된 인도유럽어 어원(*temə- "자르다"는 의미)을 가지고 있다.
에-테멘-앙키, 즉 "하늘과 땅의 기초 (말뚝)의 사원"에서, 테멘은 지구와 하늘을 연결하는 세계축을 의미하는 것으로 이해되어 왔다 (이로 인해 바벨탑과의 연관성이 강화된다). 그러나 이 용어는 다른 여러 사원 이름에서도 다시 나타나며, 신화적인 세계축뿐만 아니라 또는 그보다 물리적인 안정성을 지칭한다. 이집트의 제드 개념과 비교해 보라.

## 특정 사원 목록
- 에-압루아 - 𒂍俻𒇻𒀀, (가축이 많은 집) 우룸의 수엔 신전
- 에-암삭아라 - 𒂍𒀊𒊮𒀀, (바다 한가운데를 가로지르는 집) 구-아바의 닌마르키 신전
- 에-압주 - 𒂍𒍪𒀊, "압주의 사원" (또한 에-engura "지하수의 집") 에리두의 에아 신전.
- 에-앗다 - 𒂍𒀜𒁕, 엔릴 신전
- 에-악킬 - 𒂍 CADACY, (애가의 집) 아킬의 닌슈부르 신전
- 에-암쿨쿠라 - 𒂍𒆳, "땅의 군주의 사원" 아수르의 벨 신전
- 에-d아마-게슈틴 "포도주의 어머니"
- 에-아마-람마
- 에-d아-말, 바빌론의 사원
- 에-아마슈-아자그, 두르-일루의 "밝은 우리 사원"
- 에-아나 (하늘의 집) 우루크의 이슈타르 신전
- 에-안-다-디-아, 아카드의 지구라트
- 에-안-키, "하늘과 땅의 사원"
- 에-아-눈, 루갈-기라의 사원
- 에-안-자-카르 "기둥의 사원"
- 에-아-라-리 "지하세계의 사원"
- 에-아-라-주-기슈-투그 "기도를 듣는 사원"
- 에-d아스-d마흐 "최고신 사원"
- 에-d아스-라-툼 "아슈라툼 여신 사원"
- 에-밥바르 (빛나는 집) 라르사의 우투 신전
- 에-바라-이기-에-디 "경이로운 사원", 아카드의 두무지 지구라트
- 에-바가라
- 에-d바우, 라가시의 바우 여신 신전
- 에-벨리트-마티 "세상의 어머니 사원"
- 에-부르-식식 (아름다운 그릇이 있는 집) 움마의 샤라 신전
- 에-d부르-d신, 우르의 신격화된 왕 부르-신 신전
- 에-담, 우르난셰가 라가시에 건설
- 에-다라-안-나 "하늘의 어둠의 사원"
- 에-디-쿠드-칼람-마 "세상의 재판관 사원"
- 에-딜무나 "딜문 사원" 우르
- 에-딤-안-나 "하늘의 유대의 사원", 느부갓네살 2세가 신을 위해 건설
- 에-딤-갈-압주 라가시
- 에-딤-갈-칼라마 (땅의 위대한 기둥인 집) 데르의 이슈타란 신전
- 에-두-아자가 "빛나는 성소의 사원", 마르두크
- 에-두-쿠그 (순수한 더미의 집) 에리두, 니푸르
- 에-두브 (저장고) 키시의 자바바 신전
- 에두바, 서기 학교
- 에-두가
- 에-두미-지-압주, 두무지-압주에게, 우루카기나 시대에 파괴됨
- 에-d둔-기, 신격화된 왕 둔기 신전
- 에-두르-기-나 "영원한 거처의 사원", 느부갓네살 2세가 건설
- 에-d에-아, 코르사바드의 에아 (에아) 성소, 사르곤이 건설.
- 에-엔구라 (지하수의 집, 또한 "에-압주") 에리두의 에아 신전
- 에-에쉬담-쿠그 기르수
- 에-기다 (긴 집) 에네기르의 닌아주 신전
- 에-구드-두-샤르 (수많은 완벽한 소가 있는 집) 키-아브리그의 닌구블라가 신전
- 에-가-두다 (집, 언덕의 방) 응아-기-마흐의 슈-지-아나 신전
- 에-가-기슈-슈아
- 에-갈가-수드 (멀리까지 조언을 퍼뜨리는 집) 이리-쿠그의 바우 (여신) 신전
- 에-게슈투그-니사바 (니사바의 지혜의 집) 우르
- 에-기파르 우루크
- 에-기슈케슈다-칼라마 (땅의 유대인 집) 쿠타의 네르갈 신전
- 에-하문 (조화의 집)
- 에-후르사그 (언덕인 집) 우르의 슐기
- 에-후쉬
- 에-이브-아누, 딜바트의 우라쉬 신전
- 에-이기-칼라마 (땅의 눈인 집) 마라드의 루갈-마라다/닌우르타
- 에-이기-슈-갈람
- 에-이기지(드)-바르-라, 닌기르수 신전, 엔테메나가 건설
- 에-이기주-우루 (집, 당신의 얼굴은 강력하다) 아킬의 닌슈부르 신전
- 에-이리-쿠그
- 에-이티다-부루
- 에-키슈-누-갈 (땅에 빛을 보내는 집 (?)) 우르의 난나 신전
- 에-쿠그-누나 우루크의 이슈타르 신전
- 에-쿠르 "산 사원" 니푸르의 엔릴 신전
- 에-쿠-닌-아자그 "빛나는 여신의 사원" 기르수
- 에-마흐 (큰 집) 움마의 샤라 신전
- 에-마흐 (큰 집) 아다브의 닌후르상가 신전.
- 에-메-우르-아나 (하늘의 신성한 힘을 모으는 집) 니푸르의 닌우르타 신전
- 에-메-우루르
- 에-멜렘-후쉬 (무서운 광채의 집) 니푸르의 누스카 신전
- 에-메쉴람, 네르갈 신전
- 에-무-마흐 (위대한 이름을 가진 집)
- 에-무드-쿠라, 우르
- 에-무쉬 (구역인 집) 또는 에-무쉬-칼라마, 바드-티비라의 룰랄 신전
- 에-남틸라
- 에-니-구루
- 에-닌.가라
- 에-닌누 (50의 집), 라가시의 닌기르수 신전
- 에-아-메르, 에-닌누의 지구라트
- 에-눈, 에리두의 압주
- 에-눈-아나 (하늘의 군주의 집), 시파르의 우투 신전
- 에-누투라
- 에-푸흐루마
- 에-사그-일 "머리를 들어올리는 사원", 바빌론의 마르두크 사원, 에누마 엘리쉬에 따르면 마르두크의 후원 아래 모든 신들의 집.
- 에-사라 (Cuneiform: E2SAR.A) 우르남무가 우루크의 이슈타르에게 바친 "우주의 집"
- 에-식일 (순수한 집) 에쉬눈나의 닌아주 신전
- 에-실라
- 에-시라라
- 에-샤그-훌라, 카잘루
- 에-샤라, 아다브
- 에-쉐그-메셰-두, 이신
- 에-션셰나, 닌릴
- 에-쉐르지드-구루 (화려함으로 치장한 집) 자발라의 이슈타르 신전
- 에-슈-메-샤 (루즈를 다루는 집), 니푸르의 닌우르타 신전
- 에-수가 (즐거운 집)
- 에-타르-시르시르
- 에-테멘-앙키 "하늘과 땅의 기초의 사원", 바빌론의 마르두크 지구라트
- 에-테멘-니-구루, 우르의 주요 지구라트
- 에-틸라-마흐
- 에-툼말 (툼말의 집), 니푸르의 닌릴 신전
- 에-투르-칼라마
- 에-우두나, 아마르-수에나가 건설
- 에-울마쉬, 아카드
- 에-우니르 (시선이 닿는 집) 에리두의 에아 신전
- 에-우루-가
- 에-자긴 (청금석 집), 우루크의 니사바 신전
- 에-지다-나부 신전
- 에-지-칼람-마, 자발라의 이슈타르에게, 함무라비가 건설

## 같이 보기
- 지구라트
- 바이특, 베텔 (이스라엘), 베텔 (신)
- 테메노스

## 내용주
1. ↑  For a better image
2. ↑  Budge, E. A. Wallis (Ernst Alfred Wallis) (1922). 《A guide to the Babylonian and Assyrian antiquities》. British Museum. 22쪽.
3. ↑  The word is phonologically simply /e/; the acute accent is an assyriological convention specifying the corresponding cuneiform sign.
4. ↑  Aage Westenholz, Old Sumerian and old Akkadian texts in Philadelphia, Volume 3 of Carsten Niebuhr Institute Publications, Volume 1 of Bibliotheca Mesopotamica,  Museum Tusculanum Press, 1987, ISBN 978-87-7289-008-1,p. 96
5. ↑  The New Brown-Driver-Briggs-Gesenius Hebrew-English Lexicon by Francis Brown et al. (ISBN 0-913573-20-5), p. 228
6. ↑  “Appendix I - Indo-European Roots”.